# 청년유니온
청년유니온(Youth Community Union)은 대한민국 최초의 세대별 노동조합이다. 2010년 3월 13일 창립되었다. 창립 당시 조합원수는 60여명이었다. 초대 위원장은 김영경이다. 만 15세부터 만 39세 이하의 비정규직, 정규직, 구직자, 일시적 실업자 등 청년 노동자가 구성원이다. 2018년말 기준으로 조합원수는 1400여 명이다. 본부 소재지는 서울 서대문구 북아현로 54-1 2층이다.

## 조직

### 임원
위원장과 사무처장, 회계감사 2인을 조합원 직접 선거를 통해서 선출한다. 임기는 2년이며, 위원장과 사무처장은 동반 선출된다. 위원장은 조합을 대표하는 역할을 하고, 사무처장은 사업 총괄을 담당한다. 회계감사는 조합의 재무와 사업에 관련된 사항을 감사한다.

### 대의원
청년유니온 규약상 20명 당 한 명씩 대의원을 두고 있으며, 지역 대의원(광역시도별)과 부문별 비례 대의원이 있다. 부문으로는 연령별로 10대, 20대, 30대와 비정규직, 구직자, 프리랜서 등을 두고 있다.

### 집행부

청년유니온 집행부 조직도

청년유니온 집행부는 위원장, 사무처장과 각 팀 구조로 구성되어 있다. 각 팀의 역할은 다음과 같다.

### 각 팀의 역할
- 정책팀 - 각 사업 기획 및 논평 제출, 실태조사 및 연구사업 진행
- 기획팀 - 현안대응 및 이슈파이팅 사업
- 노동상담팀 - 일상 노동상담 및 노동법 강연 및 세미나 진행
- 조직팀 - 조합원 확대 및 지역 모임 건설 도움
- 운영지원팀 - 회계운영 및 회원관리, 온라인사업 담당
- 교육팀 - 각종 교육사업 진행
- 미디어팀 - 팟캐스트 운영 등

### 지부
전국 청년유니온 본부 외에 8개의 지역지부와 1개의 직종지부가 있다.
- 지역 - 서울, 경기, 인천, 대구, 부산, 경남, 광주, 대전
- 직종 - 패션스타일리스트 어시스턴트

### 자문위원
경제, 노동, 시민사회단체, 변호사와 노무사들이 자문위원을 맡고 있다. 2013년에 위촉된 자문위원은 다음과 같다.
- 권영국 민주사회를위한변호사모임 노동위원회 위원장
- 김종진 한국노동사회연구소 연구위원
- 이남신 한국비정규노동센터 소장
- 이  훈 노무법인동인 공인노무사
- 은수미 민주당 국회의원
- 정태인 새로운사회를여는연구원 원장

### 부설상담교육센터 - 사단법인 유니온센터
2019년 3월 13일에 부설 상담교육센터로 사단법인 유니온센터가 공식 출범하였다. 노동상담 및 노동법 교육 등의 사업을 보다 전문적으로 하기 위한 조직이다. 센터장은 2기 위원장이었던 한지혜다.

## 주요 활동

### 기업 부문 대응

#### 30분 배달제 폐지 운동 (2011-2012)
2010년 12월 21일, 2011 2월 13일에 피자 배달원이 배달 중 교통사고를 당해 사망하였다. 피자업체의 ‘30분 배달제’가 배달원에게 속도경쟁을 강요해 사고 위험을 키우고 있다는 지적이 시민단체와 언론 등에서 제기되었다. 청년유니온은 노동환경건강연구소, 민주노총 서비스 연맹과 공동으로 "30분 배달제 폐지" 운동을 벌였다. 피자업체에 공개서한 전달, 트위터 시위, 기자회견 및 캠페인 등의 수단으로 폐지 운동을 진행하였다. 2011년 2월 8일 피자헛이 30분 배달제를 폐지한다고 밝혔고, 2011년 2월 21일 도미노 피자도 30분 배달제를 폐지 하였다. 이로써 피자업계에서 30분 배달제는 사실상 퇴출되었다.

### 최저임금 운동

#### 전국 편의점 실태조사
2010년 4월부터 6월까지 자체 조합원들을 통해 전국 427개 편의점 아르바이트생들의 임금현황을 조사한 결과, 66%가 2010년 기준 최저임금 4110원 이하의 액수를 받으며 일하고 있는 것으로 나타났다고 밝혔다.

### 노동상담
온라인과 오프라인 등으로 청년을 대상으로 한 노동상담을 진행하고 있다. 전화 노동상담(02-735-0262)과 온라인 노동상담(http://youthunion.kr/xe/counsel)으로 진행하고 있다.

## 연혁

### 2009년
8월 7일 청년유니온 창립준비 1차 열린토론회
8월 29일 청년유니온(준) 사무실 개소
11월 8일 청년구직자 플래시몹 in 노동자대회
11월 21일 청년실업극복콘서트 “잘 지내나요 청춘”

### 2010년
3월 13일 청년유니온 창립총회
3월 24일 노동조합 설립신고 반려처분 규탄 기자회견
5월 18일 노동부의 청년유니온 노조설립 신고 반려 관련 국가인권위에 진정
6월 1월 일본 수도권청년유니온 방문
6월 16일 편의점 아르바이트 최저임금 실태조사 분석자료 언론사 배포
6월 25일 전국 편의점 최저임금 위반사업장 원청업체 고발 기자회견
6월 28일 최저임금 청년 가계부 실태조사 발표
7월 20일 청년인턴 실업급여 반환청구 1인시위
8월 13일 MBC 스페셜 ‘미니멈 청춘’ 방영
9월 9일 2010년 한국 청년상 수상
9월 11일 후원의 밤 <락마樂魔를 보았다>
11월 12일 청년노동 실태조사 - “21세기 전태일은 어떻게 살고 있을까”
11월 19일 행정소송 1심 선고 – 구직자의 노동자성 인정
12월 24일 피자배달 아르바이트 추모 캠페인

### 2011년
1월 6일 2차 30분 배달제 폐지 촉구 기자회견
2월 8일 피자업체 30분 배달제 폐지 공개서한 전달 기자회견
2월 17일 30분 배달제 폐지 트위터 시위
4월 14일 전국 27개 청년유니온 2인 노조설립 신고
4월 30일 청년유니온 명랑운동회
6월 7일 레알청춘 발간
7월 1일 사무실 이사! (서대문 → 영등포)
7월 6일 이마트 사망 노동자 대책촉구 기자회견
8월 6일 대전청년유니온 창립총회
9월 6일 주휴수당 미지급실태 보고 기자회견
9월 7일 까페베네 고발 기자회견 & 9월 8일 까페베네 교섭
10월 1일 후원의 밤 <좋지 아니한가>
10월 5일 커피빈 당사자 고발 기자회견
10월 6일 주휴수당 집단진정
10월 28일 쌀국수 '포메인' 주휴수당 건 교섭
11월 4일 이용석 가요제 출전 – 인기상
12월 17일 송년의밤 – 세상에 있어줘서 고마워요

### 2012년
2월 17일 ‘청년유니온14’ 노조설립 행정소송 승소
2월 21일 병원실습생권리찾기 실태조사 결과발표 및 실습환경 개선 방안 토론회
3월 12일 서울청년유니온 노동조합 설립신고 필증 발급
3월 17일 창립2주년 노조설립 기념행사
4월 16일 최저임금 현실화 촉구 기자회견
5월 19일 광주기행, 우리들의 5.18
6월 2일 최저임금 인상 캠페인 – in 홍대
6월 5일 YBM 토익운영에 관한 사회적 요구안 발표
6월 7일 최저임금 당사자 증언대회
6월 13일 광주청년유니온 노동조합 설립신고 필증 발급
7월 16일 인천청년유니온 노동조합 설립신고 필증 발급
8월 6일 대전청년유니온 노동조합 설립신고 필증 발급
8월 20일 충북청년유니온 노동조합 설립신고 필증 발급
8월 21일 서울시와 사회적 교섭 상견례
10월 5일 투표시간 연장을 위한 촛불문화제
10월 8일 총취업투쟁 at 서울시설관리공단
10월 22일 환경노동위원회 국정감사 참고인 출석
11월 19일 노동운동 시즌2, 노동상담 사례발표회

### 2013년
1월 15일 경제민주화2030연대 청년정책의견서 전달
1월 22일 이마트 불법사찰 대응 기자회견
1월 28일 서울청년유니온-서울시 청년일자리 정책협약식
2월 7일 대구청년유니온 노동조합 설립신고 필증 발급
2월 18일 미용실 스텝 실태조사 기자간담회
4월 17일 스텝 바이 스태프 (Step By Staff) 거리축제
4월 18일 6차 청년유니온 설립신고 및 기자회견
4월 30일 청년유니온(전국) 설립 신고 필증 발급
5월 1일 '우리들의 메이데이 (1+1데이)' 캠페인
5월 25일 제1차 대의원 교육
6월 12일 양평시민의 소리 인권위 제소 기자회견
6월 13일 최저임금 인상을 위한 청년학생 공동행동 '첫.인.상.' 페스티벌
7월 17일 경남청년유니온 창립총회
7월 26일 카페베네 불법 대량해고 규탄 기자회견
8월 21일 유럽 3개국의 노동과 사회적 대화 – 기획강좌
9월 8일 부산청년유니온 창립총회
10월 23일 YBM 불공정행위 규탄 기자회견
11월 16일 청년임금인상 요구안 거리조사
11월 26일 고생했3 파티 “알바의 모든 것”
12월 18일 취업준비생의 역습 선언 기자회견

### 2014년
1월 23일 학원강사 실태조사 최종 공유회
2월 24일 청소년유니온 창립총회
2월 26일 청소년유니온 출범 기자회견
5월 3일 세월호 관련 집회 “누구의 책임입니까”
5월 5일 뉴욕 IUF 제1회 국제 패스트푸드 노동자 회의 참가
5월 19일 청년유니온 광역단체장 대상 정책요구안 발표 기자회견 (전국 6개 도시 동시다발)
5월 29일 “6월 4일, 새로운 대한민국을 선택하겠습니다" 25개 청년대학생단체 합동 기자회견
6월 1일 청소년유니온-서울시 조희연 교육감 후보와 정책 협약식
8월 9일~10일 청년유니온 대학생캠프
9월 3일 아르바이트 청년들의 <감정노동 신세한탄 수다모임>
9월 8일 "추석때 일하는 알바들 힘내요" 송편나눔 캠페인
9월 30일 대학생 산학협력 현장실습생 증언대회
10월 1일 아르바이트 청년 감정노동자 증언대회
10월 8일 20대 계약직 청년의 죽음에 부쳐 - 위원장 1인 시위
10월 13일 청소년유니온 호텔알바 체불임금 관련 63빌딩 고소 기자회견
11월 9일 한국판 블랙기업 운동 선포 기자회견
11월 10일 서울특별시 청년발전 기본조례 제정을 위한 공청회
11월 12일 청년을 죽음으로 내몬 LG U+규탄·진상규명 촉구 기자회견
11월 18일 청년단체 <카트> 공동 상영
12월 5일 고생했3 파티
12월 16일 김영 조합원 롯데호텔 부당해고 규탄 및 원직복직 촉구 기자회견
12월 19일 서울특별시 청년기본조례 제정

## 관련 매체
- MBC 스페셜 2부작 - 미니멈 청춘[10][11]
- 다큐멘터리 청춘유예 (2012 DMZ국제다큐영화제, 2013 서울인권영화제, 2013 인디다큐페스티발)[12]
- 《레알 청춘》[13]
- 《이런 시급 6030원》[14]
- EBS 다큐프라임 2017 시대탐구 청년, 2부 최저인생[15]
- 《나를 지키는 노동법》[16]